# Stachyoza
Stachyoza là một tetrasacarit chứa hai đơn vị α-D-galactoza, một đơn vị α-D-glucose và một đơn vị β-D-fructose lần lượt liên kết như sau: gal(α1→6)gal(α1→6)glc(α1↔2β)fru. Stachyoza là hợp chất tự nhiên, có trong một số thực vật như đậu xanh, đậu tương và các cây họ Đậu khác cũng như một số thực vật khác.
Stachyoza ít ngọt bằng saccaroza, bằng khoảng 28 % độ ngọt của saccaroza tính trên cùng đơn vị khối lượng. Stachyoza chủ yếu được sử dụng làm chất tạo ngọt hoặc sử dụng tính chất chức năng của một oligosaccarit. Con người không tiêu hóa được stachyoza hoàn toàn, hệ số cung cấp năng lượng là 1,5 đến 2,4 kcal/g (6 to 10 kJ/g).